# 切爾涅切 (巴爾塔區)
48°3′51″N 29°35′18″E / 48.06417°N 29.58833°E
切爾內切（烏克蘭語：Чернече）是位於烏克蘭西南部的村莊，由敖德萨州波季利斯克区的巴爾塔市鎮負責管轄。該村處於斯莫利良卡河畔，始建於1658年，面積5.46平方公里，海拔高度160米，2001年人口1,002。